# Botanophila cuneata
Botanophila cuneata este o specie de muște din genul Botanophila, familia Anthomyiidae, descrisă de Deng, Li și Liu în anul 1996.
Este endemică în Sichuan. Conform Catalogue of Life specia Botanophila cuneata nu are subspecii cunoscute.